# Аттическая монетная система
Аттическая монетная система — в древне-греческой денежной системе — монетная стопа, получившая наибольшее распространение.

## Весовые и счётные единицы
В её основе лежали следующие весовые и счётные единицы: 1 талант (26,196 кг) = 60 минам, 1 мина (436,6 г) = 100 драхмам, 1 драхма (4,36 г) = 6 оболам, 1 обол (0,672 г) = 8 халкам. Основывающаяся на эвбейской весовой системе (отсюда ее название — аттическо-эвбейская монетная стопа)

## История
Аттическая монетная система была введена в Афинах при законодателе Солоне (ок. 640 — ок. 560 до н. э.) предположительно в начале 6 в. до н. э.; вытеснив эгинскую монетную стопу, она еще в архаич. эпоху распространилась в Северной Греции, Киренах (северо-африканское побережье) и на Сицилии. Чеканившиеся в Афинах монеты с головой Афины и совой имели среди всех греческих денежных систем наибольшее число фракций. Всего чеканились в золоте монеты в 2 и 1 драхму, а также в 1/2, 1/3 и 1/6 драхмы; в серебре монеты в 10, 4, 2 и 1 драхму, а также в 5, 4, 3, 2, 1 1/2, 1, 1/4, 1/2, 3/8, 1/4 и 1/8 обола. В Македонской империи аттическая монетная система была введена Филиппом II (359—336 до н. э.) для золотых монет и Александром Македонским (336—323 до н. э.) — для серебряных. Тем самым аттическая монетная система стала играть ведущую роль в восточном Средиземноморье.